# Nytårsaften
Nytårsaften, den 31. december, er årets sidste aften og markerer således afslutningen på det gregorianske kalenderår og begyndelsen på et nyt, som indledes med nytårsdag (1. januar).
I gamle dage var nytårsaften en mærkedag, der var præget af melankoli og uhygge, og man brugte dagen til at tage varsler for det nye år. Nytårsaften fejres i det 21. århundredes vestlige kultur med fyrværkeri og champagne.
Indtil 1700-tallet var det almindeligt at spise risengrød og kød nytårsaften, ligesom man gjorde til jul. Derefter blev fisk i form af kogt torsk, kogt ål eller klipfisk en almindelig nytårsspise.
I Danmark inkluderer nytårsaften for manges vedkommende også kransekage, kongens nytårstale og 90-års-fødselsdagen. Kulminationen på festlighederne er, når uret på Københavns Rådhus slår 00.00, og det nye år dermed tager sin begyndelse.

## Nytårstalen
Christian 10. var den første danske konge der holdt en nytårstale for hele Danmark. Det skete 1. januar 1941, og det foregik i radioen. Den første danske konge der ønskede Danmark et godt nytår i fjernsynet var Frederik 9., i 1958. Udsendelsen blev vist d. 31. december, og ikke d 1. januar, som der ellers var tradition for i radioen.

## Rådhusklokkerne
Det nye år begynder ved første slag fra rådhusklokkerne klokken 24, natten mellem d. 31. december og d. 1. januar. Københavns rådhus begyndte for første gang at ringe med klokkerne natten til d. 1. januar år 1900.

## Nytårsaften uden fyrværkeri?
Efter år 1900 blev det almindeligt at fyre fyrværkeri af. Førhen var det kun soldater og jægere der skød op i luften for at markere årsskiftet. Dengang var det også skik at kaste med lertøj og potter på folks døre for at lave larm. En anden skik fra Sydjylland var at gå "mæ æ rummelpot", som var en lerkrukke overdækket med svineblære.
Før år 1900 var det udelukkende adelen og kongehuset der fyrede fyrværkeri af, og dette kun ved festlige lejligheder.
Efter år 1900 blev det mere udbredt at sælge fyrværkeri hos bl.a. tobakshandleren. Her taler vi ikke om det enorme sortiment vi kan få i dag, men i stedet såkaldte "grønne frøer" og "kinesiske pistoler".
Partikelforureningen i byen er godt dobbelt så høj 1. januar som gennemsnittet som følge af fyrværkeriet, og noget højere selve nytårsaften. Forureningstallet mindskes hvis det blæser.

## Internationalt
Skotterne kalder aftenen for Hogmanay, mens man i Tyskland og Israel bruger betegnelsen Silvester. Dette kommer fra Pave Sylvester 1. som døde d. 31. januar år 315, og som nu er skytsengel for husdyrene og det nye år. I Australien, Argentina, Brasilien, Filippinerne, Grækenland, Mexico, New Zealand og Venezuela er nytårsaftensdag en officiel fridag. Nytårsaftensdag er ikke en helligdag i Danmark.

## Tidszoner
På grund af tidsforskellen er det tidligere nytår i Europa end i USA, men senere end i Asien. Her er en oversigt over byer og lande i de forskellige tidszoner, i forhold til Centraleuropæisk tid (UTC+1):
- 11.00 i Kiribati: Kiritimati og andre Linje-øerne
- 12.00 i New Zealand
- 13.00 i Wallis og Futuna, Fiji og Kamtjatka i Rusland
- 14.00 i Øst-Australien (Sydney, Melbourne, Canberra og Tasmanien)
- 14.30 i Australien: Sydaustralien
- 15.00 i Rusland: Vladivostok og Australien: Queensland
- 15.30 i Australien: Northern Territory
- 16.00 i Japan, Sydkorea og Western Australia
- 17.00 i Kina, Hongkong, Macao, Malaysia, Singapore og Taiwan
- 18.00 i Vest-Indonesien og Thailand
- 19.30 i Indien og Sri Lanka
- 20.00 i Rusland: Perm og Ekaterinburg
- 20.30 i Afghanistan
- 21.00 i de Forenede Arabiske Emirater, Mauritius, Oman, Rusland: Samara og Iran
- 22.00 i Vestrusland (bl.a. Moskva og Sankt Petersborg)
- 23.00 i Grækenland, Sydafrika, Egypten, Syrien, Cypern, Estland, Letland, Litauen, Finland og Tyrkiet
- 00.00 i Belgien, Nederlandene, Luxembourg, Tyskland, Frankrig, Italien, Østrig, Schweiz, Polen, Tjekkiet, Danmark, Sverige, Norge, Slovakiet, Ungarn, Slovenien, Spanien og Malta
- 01.00 i Storbritannien, Portugal, Irland, Island og Marokko
- 02:00 på Azorerne
- 03.00 i Argentina og den østlige del af Brasilien (bl.a. Rio de Janeiro og São Paulo)
- 04.00 i Surinam og Chile
- 04.30 i Canada: Newfoundland
- 05.00 i Canada: Østkyst (New Brunswick, Prince Edward Island, Nova Scotia, Labrador), den Dominikanske Republik, Aruba, Curaçao, Sint Maarten og Caribisk Nederlandene
- 06.00 i Canada: Ontario (bl.a. Ottawa en Toronto) og Quebec (Montreal) og USA: (Østkyst: bl.a. New York, Miami, Atlanta, Boston, Detroit, Indianapolis, Philadelphia og Washington D.C..)
- 07.00 i Canada: Winnipeg og USA: Chicago, Houston, Minneapolis, New Orleans og Mexico: Mexico City.
- 08.00 i Canada: Calgary og Edmonton og USA: Phoenix, Salt Lake City og Denver.
- 09.00 i Canada: Victoria og Vancouver en VS: Los Angeles, San Francisco, San Diego, Seattle og Las Vegas.
- 10.00 i USA: Alaska
- 11.00 i USA: Hawaii